# Математические этюды
«Математические этюды» — научно-популярный математический сайт. Основное его содержание составляют короткие фильмы, выполненные с использованием трёхмерной компьютерной графики и рассказывающие о математике и её приложениях.
Авторы делят свои фильмы на собственно «этюды» и «миниатюры» — небольшие визуализации математических сюжетов. Звук во всех фильмах отсутствует, однако на сайте к роликам есть сопроводительные статьи с объяснениями.

## История
Первый этюд Николай Андреев создал в 2002 году как иллюстрацию своей исследовательской работы, посвящённой задаче Томсона. Сайт был открыт 26 октября 2005 года, на тот момент для просмотра были доступны первые три этюда. В конце 2006 года этюдов было уже 16, в конце 2007 — 24, в конце 2008 — 35, в конце 2009 — 44, а в конце 2010 — 53 этюда.

## Награды и премии
- «Золотой сайт» 2006 года — первое место в номинации «Наука и образование»[2].
- «РОТОР» 2006 года — первое место в номинации «Научно-образовательный сайт года»[3] (русская «Википедия» заняла второе место) и третье место в номинации «Дизайн года»[4].
- «РОТОР++» 2007 года — третье место в номинации «Научно-образовательный сайт года»[5].
- Идеолог и создатель проекта, Николай Андреев, получил премию Президента Российской Федерации в области науки и инноваций для молодых учёных 2010 года  «за высокие результаты в создании инновационных образовательных технологий, популяризации и распространении научных знаний»[6].